# Zapoljarnyj rajon
Lo Zapoljarnyj rajon (in russo Заполярный район?, letteralmente rajon transpolare) è l'unico rajon del Circondario autonomo dei Nenec. Comprende tutto il territorio del circondario tranne il capoluogo Naryan-Mar, la quale è sotto la diretta giurisdizione del circondario.